# Неслунд, Сандра
Са́ндра Катрин Не́слунд (швед. Sandra Catrin Näslund; род. 6 июля 1996, Gudmundrå parish, Вестерноррланд) — шведская фристайлистка, специализирующаяся в дисциплине ски-кросс. Олимпийская чемпионка 2022 года, 4-кратная чемпионка мира, обладательница Кубка мира по фристайлу в общем зачёте, трёхкратная обладательница Кубка мира в зачёте ски-кросса.

## Карьера
Впервые на международной арене в стартах под эгидой FIS Сандра Неслунд выступила в феврале 2012 года на состязаниях в Швеции. Через месяц, 3 марта 2012 дебютировала в Кубке мира, сразу заняв 22-е место и набрав первые очки в зачёт Кубка мира.
Год спустя, в Оре впервые попала в десятку, а в январе 2014 за месяц до начала сочинской Олимпиады завоевала дебютный подиум, став второй на этапе во французском Валь Торансе. На Олимпиаде семнадцатилетняя шведка дошла до полуфинала, где заняла последнее место и попала в финал В. В утешительном финале Неслунд была первой и заняла итоговое пятое место. В том же сезоне стала вице-чемпионкой мира среди юниоров.
В 2016 году на мировом юниорском первенстве завоевала золотую медаль. 14 января 2017 на этапе в итальянском Ватлесе одержала первую победу в карьере. Также выиграла домашний этап в Идре. По итогам сезона заняла второе место в зачёте ски-кросса, уступив канадке Мариэль Томпсон. В конце сезона на чемпионате мира в Испании завоевала золотую медаль, которая стала первой в истории шведского ски-кросса.
В олимпийском сезоне 2017/18 до начала Игр Неслунд из восьми этапов выиграла шесть, еще дважды была третьей, выиграла общий зачёт многодневного Cross Alps Tour. На Олимпиаде шведка была безусловным фаворитом соревнований по ски-кроссу. Она уверенно дошла до финала, но там заняла последнюю строчку, став четвёртой. После Игр выиграла этап в Солнечной Долине и обеспечила себе победу в зачёте ски-кросса.
Открытая лесбиянка.

## Результаты на крупнейших соревнованиях

### Зимние Олимпийские игры
| Олимпийские игры | Ски-кросс |
| ---------------- | --------- |
| 2014 Coчи        | 5         |
| 2018 Пхёнчхан    | 4         |
| 2022 Пекин       | 1         |

### Чемпионаты мира
| Чемпионат мира     | Ски-кросс | Командный ски-кросс |
| ------------------ | --------- | ------------------- |
| 2013 Восс          | 14        | н/д                 |
| 2017 Сьерра-Невада | 1         | н/д                 |
| 2019 Парк-Сити     | 9         | н/д                 |
| 2021 Идре Фьелль   | 1         | н/д                 |
| 2023 Бакуриани     | 1         | 1                   |